# Dammhofareal

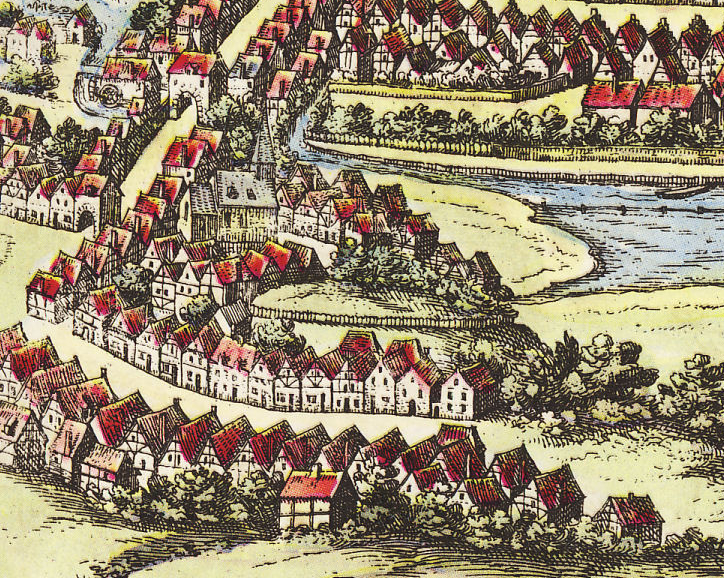
Auf der Stadtansicht Flensburgs von Braun und Hogenberg die ungefähr zwischen 1572 und 1618 entstand, ist im Bereich von St. Johannis eine kahle von Plankwerk umgebene Kuppe zu sehen (Bild zeigt Ausschnitt der Stadtansicht)

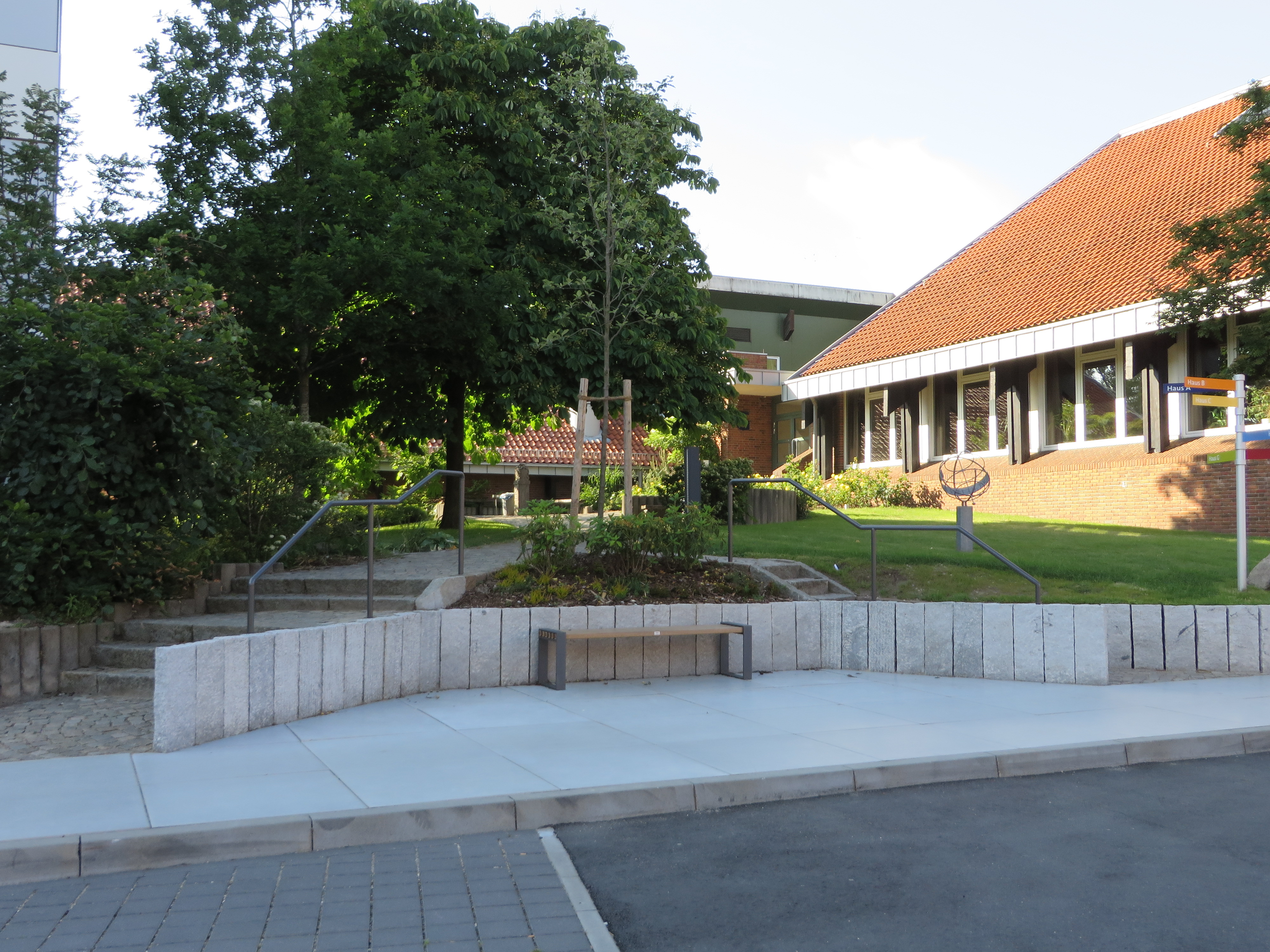
Die Kuppe des Burghügels mit angrenzender Bebauung 2014.

Das Dammhofareal befindet sich in Flensburg, nahe der Kirche St. Johannis im Johannisviertel, wo der Überlieferung nach im besagten Bereich eine Burg und später ein Hof gestanden haben soll. Das Dammhofareal wird mit der Sage vom Ritter Fleno in Zusammenhang gebracht. Heutzutage ist das Gebiet weitgehend überbaut und ist stark verändert worden, so dass neuere archäologische Forschung kaum noch möglich ist. Es wurde dennoch als ein Grabungsschutzgebiet der Stadt eingetragen.

## Lage und Gestalt im Laufe der Zeit
Das wohl ursprüngliche Dammhofareal liegt heutzutage zwischen den Straßen Johanniskirchhof, Süderfischerstraße, Plankemai und Johannisstraße. An dem besagten Areal verläuft zudem die Straße Am Dammhof entlang. Anfang der 1960er Jahre stand im dortigen Bereich noch die Löhmannschule. Ab 1964 entstand in dem Bereich die Handwerkskammer Flensburg. Dennoch hat sich seit dem im dortigen Gebiet eine Kuppe von etwa 70 mal 80 Meter erhalten (Lage). An dieser Stelle soll sich die älteste Burg Flensburgs befunden haben.
Jakob Röschmann erwähnt außerdem in seinem Buch von 1963 noch eine steilrandige Böschung, die von der Ecke der Straßen Johanniskirchhof und Süderfischerstraße bogenförmig bis zur Plankemai Nummer 10 verläuft. Hier sind heutzutage zwar noch Böschungen vorhanden, aber dieser Bereich hat sich mittlerweile äußerst stark verändert, dort wurde unter anderem eine Tiefgarage gebaut, so dass der genaue ursprüngliche Verlauf der erwähnten Böschungen mittlerweile kaum noch bestimmbar sein dürfte. Des Weiteren gab er noch weitere Böschungsabschnitte an, aus denen sich ein weiterer größerer Rechteckbereich andeutete. Außerdem konnte durch Bohrungen im Jahre 1957 ein Burggraben bestätigt werden. Er hatte eine Tiefe von bis zu 4 Meter. Der Graben bestand aus mehreren Wasserläufen und verlief rund herum um den größeren Rechteckbereich. Bestätigt wird der Burggraben zudem durch die alte Bezeichnung „Der Graben“, die den östlichen Bereich des Dammhofareals zur Johannisstraße bezeichnet. Zudem hat der Name Dammhof die Bedeutung „Teich-Hof“. „Dam“ bedeutet im Dänischen „Teich“.

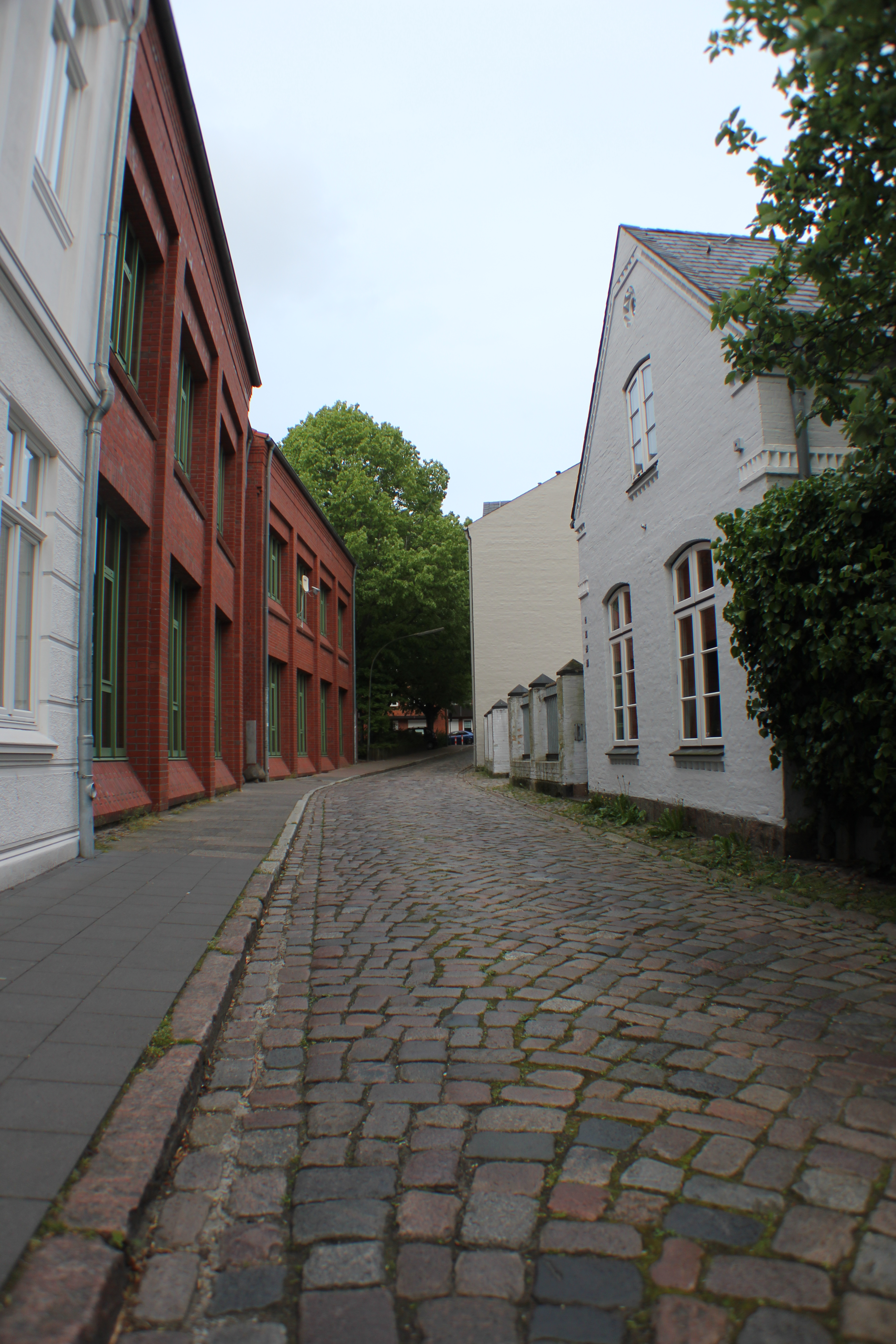
Ungefährer Standort der Dammhofpforte in der Straße Am Dammhof (Foto 2014)

Es wird vermutet, dass es sich bei dieser Burg um eine Turmburg gehandelt haben könnte, in der im 12. Jahrhundert ein Edelmann wohnte und der im Namen des Landesherren bei der Angelburger Straße eine Zollstätte betrieb, und zwar dort, wo sie ursprünglich begann, ungefähr im Kreuzungsbereich unterhalb der Angelburger Straße 33, wo der Mühlenstrom langfloß und die Halbinsel Angeln beim Bereich der Wiesharde endete. — Die vermutliche Zollburg wird aufgrund ihrer Lage mit der Burg des sagenhaften Ritters Fleno in Verbindung gebracht. Die Burg könnte auch dem Schutz des Handelsplatzes vor den wendischen Seeräubern gedient haben. Für das Jahr 1248 ist überliefert, dass König Erich Plogpenning gegen seinen Bruder Herzog Abel von Schleswig kämpfte und daher St. Johannis angriff und durch Brand zerstörte. Diese Angriff könnte ebenfalls auf die Burg hindeuten, da davon auszugehen ist, dass damals kein Angriff gegen ein harmloses Fischerdorf erfolgte, sondern gegen eine herzoglich Wehranlage. Der König dürfte also damals die Burg zerstört haben.
Der Name des Dammhofes ist erstmals im 16. Jahrhundert belegt. Teile des Dammhofgebietes gehörten wohl teilweise zeitweise der Stadt und der Kirche. Am 20. Mai 1598 erhielt der Bürgermeister Johann Klöcker den Dammhof mit den zugehörigen Koppeln, womit der Dammhof erstmals erwähnt wurde. Beim Hof befanden sich damals vermutlich zahlreiche Stauteiche für Fische. Ab dem 17. Jahrhundert ist der Name Dammhof zudem als Flurname belegt. Zum Dammhof gehörten damals wohl auch noch die Bereiche östlich der Kirche, die sich südlich der Straße Am Dammhof befinden. Der Dammhof erstreckte sich so wohl vom Hafermarkt bis zur Plankemai. Durch das Gebiet verlief also von Westen nach Osten die Straße Am Dammhof, die früher wohl auch den Namen Strohsack trug. In der Straße befand sich im 16. Jahrhundert Dammhofpforte. Südlich der Straße Am Dammhof wurde im 15. Jahrhundert ein Teil des Dammhofgebietes auch Peperborg (Pfefferburg) genannt. Das Erdbuch verzeichnete den Gebietsnamen Peperborg im Jahr 1436. Auch dieser Name deutet offensichtlich auf die Burg hin.
Über Jahrzehnte ist Flensburg gewachsen, und das Gebiet des Dammhofes mit dem Burgareal wurde schrittweises ebenfalls bebaut. So befand sich im Jahre 1908 bei der Adresse Dammhof Nummer 5 das kommunale Wilhelm- und Elise Fischer-Volksbrausebad, ein Volksbad im klassischen Sinne. Im Jahre 1966 wurde es geschlossen. Heute gehört auch dieses Grundstück, sowie viele andere Gebäude in dem Bereich, zur Handwerkskammer.

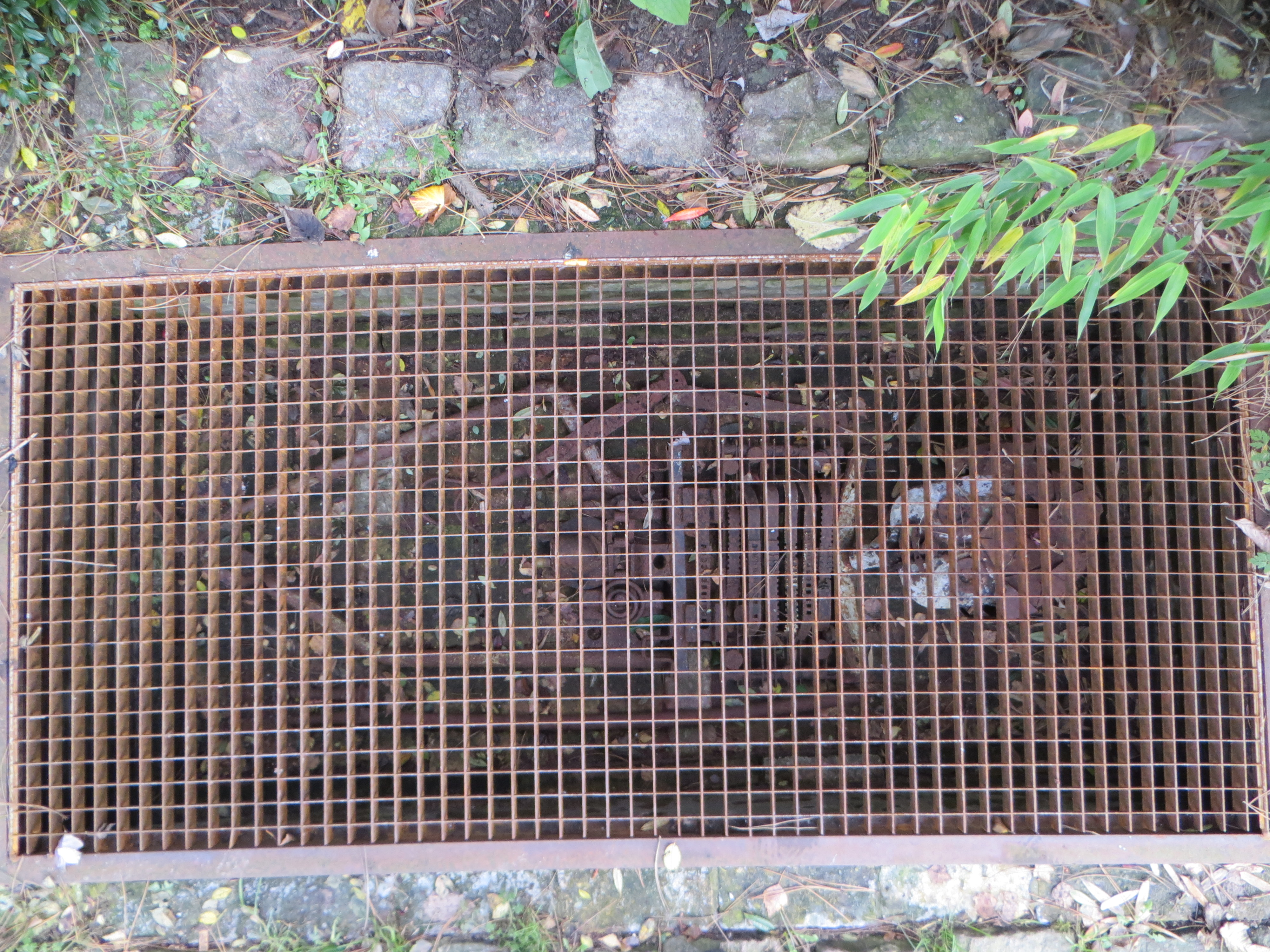
Das Fleno-Grab im Fleno-Park (Foto 2013)

## Sage vom Ritter Fleno
Die Sage berichtet davon, dass einst auf der Möweninsel bei der Handelsstadt Schleswig der mächtige Herzog von Schleswig Knud Laward auf seiner Burg wohnte. Mit harter Hand schützte er die Bauern und Kaufleute seines Herzogtums, gegenüber den Feinden von Außen und den Räubern von Innen. Eines Tages befahl Knud Laward dem aus Leck stammenden Ritter Fleno sich am Ostufer der Förde niederzulassen. Die dortigen Fischer sollten ihm gehorsam sein und er solle sie dafür schützen. Ritter Fleno tat wie ihm geheißen und baute sich dort eine Burg. Unter seinem Schutz entstanden am Fördeufer eine Anzahl weiterer Fischerhütten. Auch siedelten sich Kaufleute und Handwerker an. Als der Ritter Fleno starb, kam seine Burg an den Landesherren. Der neu entstandene Ort aber, wurde nach dem Edelmann Fleno und seiner Burg „Flensburg“ benannt. Soweit die Sage.
Hans Nicolai Andreas Jensen merkte zur Sage des Weiteren an, dass Fleno am 7. Januar 1130 gestorben sein soll. Zudem stellte er fest: „Diese Erzählung von dem Ursprunge der Stadt hat an sich gar nichts Unwahrscheinliches im Gegentheil ist Manches, welches die Richtigkeit dieser Angaben zu bestätigen scheint, selbst was die Zeitbestimmung betrifft […].“
Von heutigen Historikern wird insbesondere der Name des sagenhaften Ritters und so auch der Name der Burg angezweifelt, sodass ein anderer Entstehungsprozess des Namens Flensburg vorliegen muss. Dennoch ist die Sage bis zum heutigen Tag beliebt und wird stetig weitererzählt, beispielsweise dient der Ritter Fleno seit 2013 als Maskottchen des Kinderprogramms der Flensburger Kurzfilmtage.

## Fleno-Park

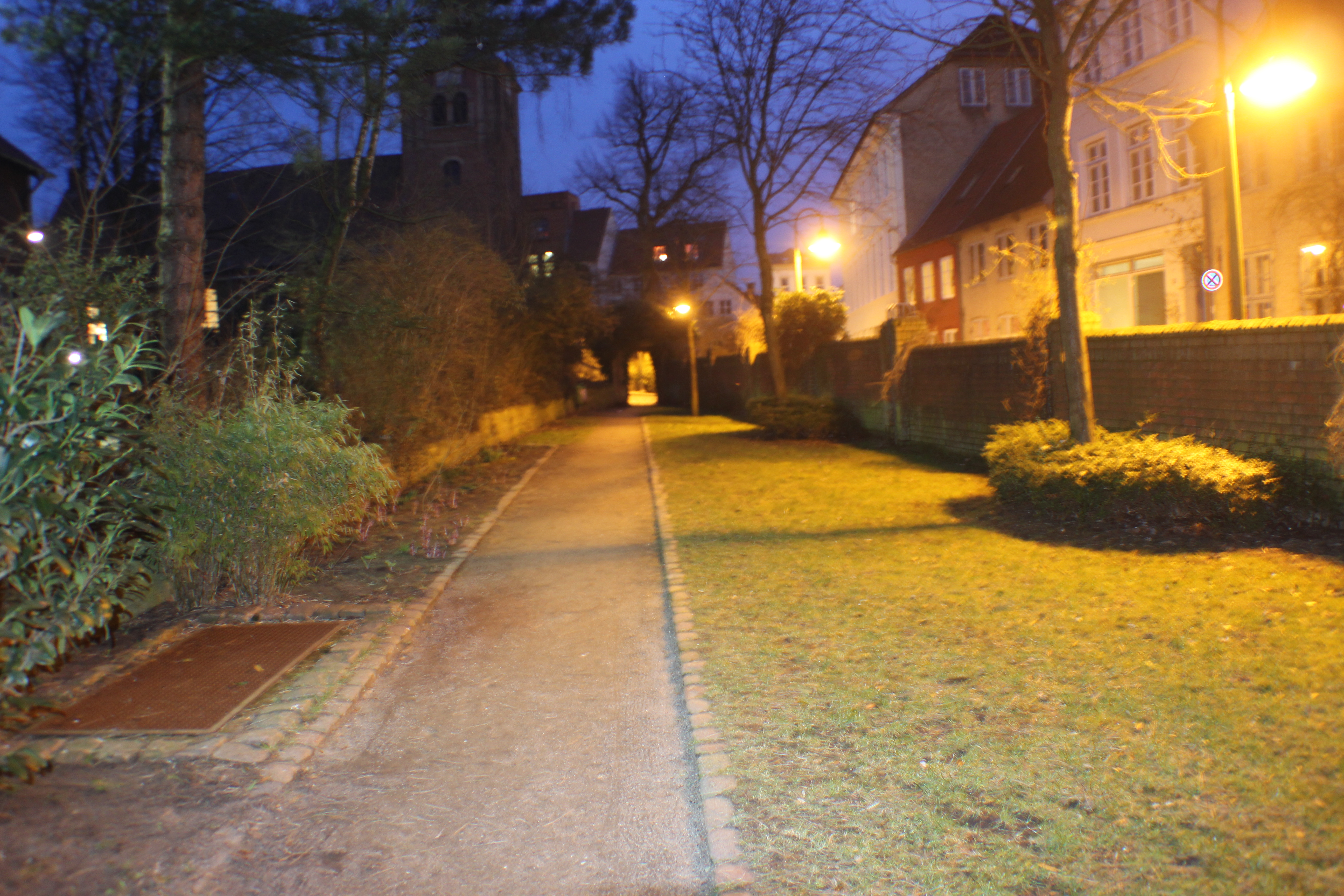
Der Fleno-Park in der Nacht (Foto 2014)

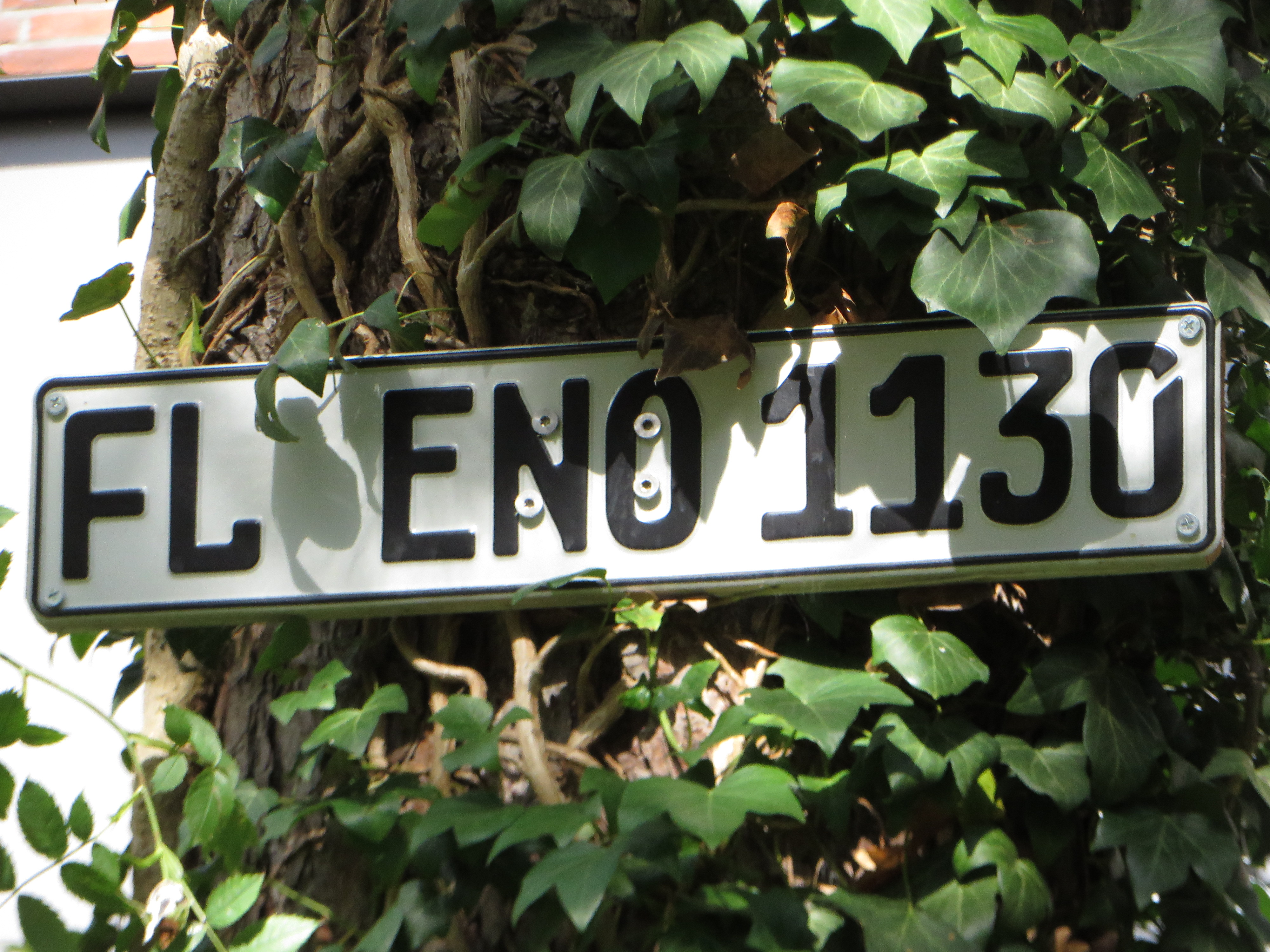
Das Schild mit dem vermuteten Todesdatum des Ritters Fleno über dem Fleno-Grab

Der Fleno-Park, der nach dem sagenhaften Ritter benannt wurde, liegt in dem Gebiet unterhalb der Handwerkskammer, an der Süderfischerstraße. Er erstreckt sich über eine Länge von ungefähr 30 Metern. Der öffentliche Park entstand wohl aus brachliegenden Land. Der Park gehört so auch nicht zu den offiziellen Parks der Stadt. In den 1990er Jahren wurde die Mauer des Parks zur Süderfischerstraße errichtet und mit den Mauerbegrenzungen der Park geformt. Im Park befindet sich das symbolische Grab des Ritters Fleno. Das Grab wurde vom Flensburger Künstler Christoph Wiegand geschaffen. Neben der Bepflanzung zeichnet sich der kleine Park ansonsten noch durch einen Brunnen aus. Der Park ist der kleinste der Flensburger Parks.